# Phaenocarpa conjuncta
Phaenocarpa conjuncta är en stekelart som beskrevs av Fischer 1974. Phaenocarpa conjuncta ingår i släktet Phaenocarpa och familjen bracksteklar. Inga underarter finns listade i Catalogue of Life.